# 葉卡捷琳諾夫卡區

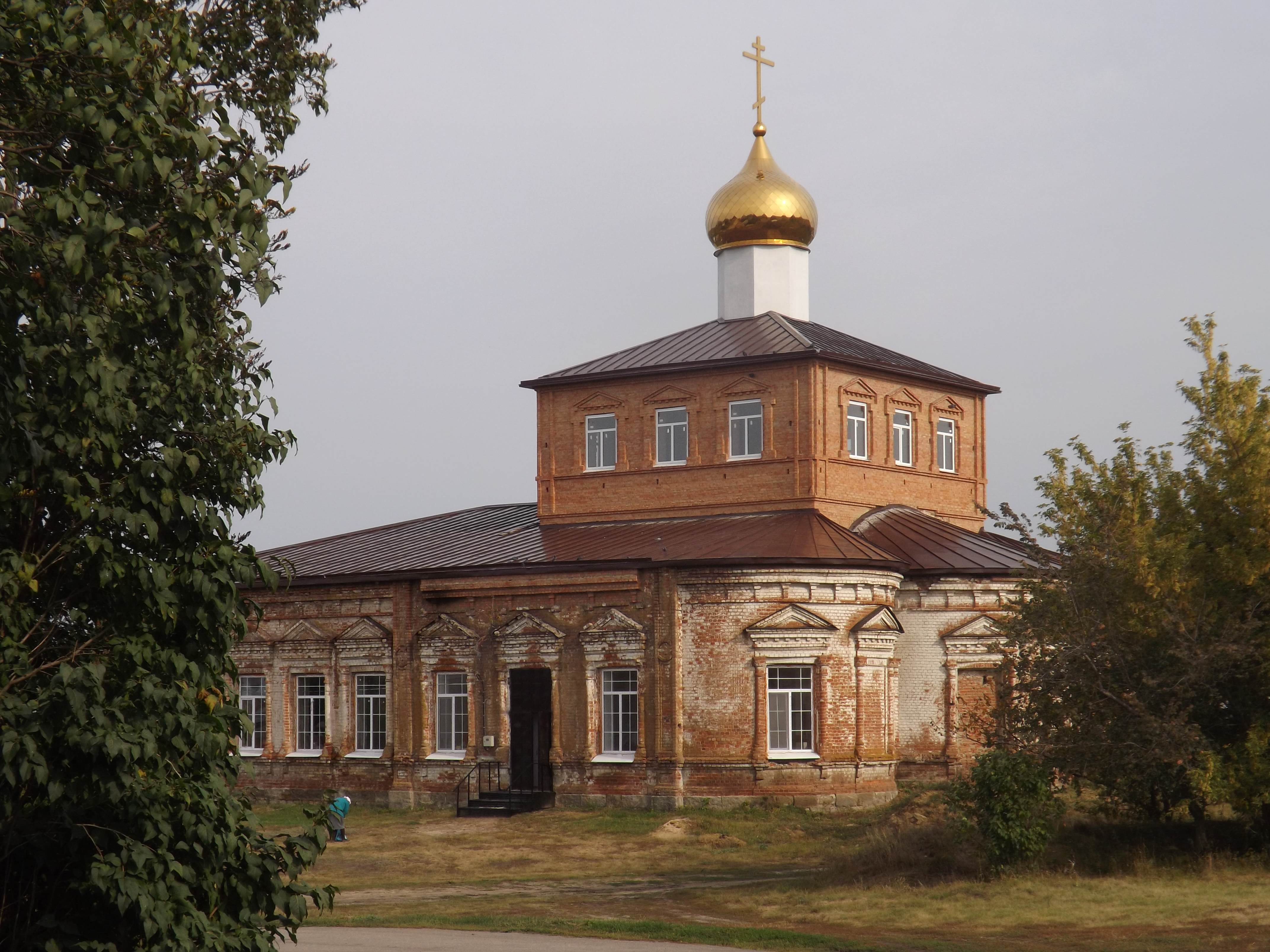

52°03′N 44°21′E / 52.050°N 44.350°E
葉卡捷琳諾夫卡區（俄语：Екатериновский район），是俄羅斯的一個區，位於該國西南部，由薩拉托夫州負責管轄，面積3,000平方公里，2010年人口19,798，人口密度每平方公里6.6人。